# Пьянство (пьеса)
«Пьянство» — комедия древнегреческого драматурга Менандра, от которой сохранился только ряд фрагментов в виде цитат у других античных авторов. Она была поставлена на сцене не позже 318 года до н. э., то есть относится к раннему периоду творчества Менандра (премьера первой пьесы состоялась в 321 году до н. э.). О сюжете пьесы ничего не известно. Возможно, в ней был персонаж, персонифицировавший пьянство (подобно «Гневу»).
В одном из уцелевших фрагментов упоминается афинский политик Каллимедон. Это единственный известный исследователям пример политической сатиры у Менандра.